# Brandon Rojas
Brandon Alejandro Rojas Vega (Bogota, 2 juli 2002) is een Colombiaans wielrenner die sinds 2023 rijdt bij GW Erco Shimano.

## Carrière
In 2021 nam Rojas deel aan onder meer de Ronde van Italië voor beloften en, namens een Colombiaanse nationale selectie, de Adriatica Ionica Race. Een jaar later werd hij prof bij Drone Hopper-Androni Giocattoli. Zijn debuut voor de ploeg maakte hij in de Ronde van Táchira, waar hij, met een voorsprong van bijna vijfenhalve minuut op Jeison Rujano, het jongerenklassement won. In 2024 schreef hij voor de tweede maal dit klassement op zijn naam in dezelfde wedstrijd. In 2025 won hij de achtste, en laatste, etappe in de Ronde van Táchira.

## Overwinningen
2022
Jongerenklassement Ronde van Táchira
2024
Jongerenklassement Ronde van Táchira
2025
8e etappe Ronde van Táchira

## Ploegen
- 2022 –  Drone Hopper-Androni Giocattoli
- 2023 –  GW Shimano-Sidermec
- 2024 –  GW Erco Sidermec
- 2025 –  GW Erco Sidermec

Alba · Bais · Benedetti · Bisolti · Cepeda (tot 31/7) · Chirico · Grosu · Holther · Marchiori · Marengo · Merchan · Muñoz · Piccolo (vanaf 24/6 tot 31/7) · Ponomar · Ravanelli · Restrepo · Rojas · Sepúlveda · Tagliani · Tesfatsion · Umba · Vigo · Zardini · Zurita